# كاسيو أوليفيرا
كاسيو أوليفيرا (بالبرتغالية: Cássio José de Abreu Oliveira‏) (8 يناير 1980 بريو دي جانيرو في البرازيل - ) هو لاعب كرة قدم برازيلي في مركز الدفاع. لعب مع أتلتيكو غويانيينسي وأوليمبيا أسونسيون ونادي أديلايد يونايتد ونادي أطلس ونادي إنترناسيونال ونادي برازيليا ونادي سيارا ونادي فلامنغو ونيو إنجلاند ريفولوشن وماريليا أتلتيكو ‏ ونادي سانتا كروز.

## وصلات خارجية
- كاسيو أوليفيرا على موقع الاتحاد الدولي (مؤرشف)  (الإنجليزية)
- كاسيو أوليفيرا على موقع الدوري الأمريكي (الإنجليزية)
- كاسيو أوليفيرا على موقع قاعدة بيانات كرة القدم.إي يو (الإنجليزية)
- كاسيو أوليفيرا على موقع عالم كرة القدم.نت (الإنجليزية)